# Kosta Aleksić
Kosta Aleksić (in serbo Коста Алексић?; Novi Sad, 9 marzo 1998) è un calciatore serbo, attaccante del Panaitōlikos.

## Caratteristiche tecniche
È una seconda punta.

## Carriera

### Club
Ha debuttato in Superliga il 16 settembre 2018 disputando con la maglia del Čukarički l'incontro vinto 3-1 contro il Voždovac.
In seguito ha giocato anche nella prima divisione armena ed in quella greca.

### Nazionale
Nel 2021 ha giocato 2 partite nella nazionale serba.